# Piper anonymum
Piper anonymum är en pepparväxtart som beskrevs av William Trelease. Piper anonymum ingår i släktet Piper och familjen pepparväxter. Inga underarter finns listade i Catalogue of Life.